# Hirtella guainiae
Hirtella guainiae là một loài thực vật có hoa trong họ Cám. Loài này được Spruce ex Hook.f. mô tả khoa học đầu tiên năm 1867.